# 康斯坦丁娜·托梅斯库·迪塔
康斯坦丁娜·迪塔-托梅斯库（羅馬尼亞語：Constantina Diṭă-Tomescu，1970年1月23日—），出生在图尔布雷亚，罗马尼亚长跑运动员。现居住在美国科罗拉多州波德市。
2008年8月17日，在第二十九届夏季奥林匹克运动会上，38岁、已经是孩子母亲的托梅斯库最终以2小时26分44秒的成绩，摘得了女子马拉松金牌。这使她成为，迄今为止获得奥运会马拉松比赛冠军年龄最大的运动员。而在四年前的雅典奥运会上，她只取得了第20名的成绩，时间为2小时37分31秒。

## 比赛亮点
| 年份   | 赛事               | 比赛地点       | 比赛名次 | 比赛项目               |
| ------ | ------------------ | -------------- | -------- | ---------------------- |
| 1999年 | 世界半马拉松锦标赛 | 意大利巴勒莫市 | 第12名   | 半马拉松               |
| 2001年 | 世锦赛             | 加拿大埃德蒙顿 | 第10名   | 马拉松                 |
| 2002年 | 欧洲田径锦标赛     | 德国慕尼黑     | 第7名    | 10，000米              |
| 2003年 | 世界半马拉松锦标赛 | 葡萄牙维拉摩拉 | 第5名    | 半马拉松               |
| 2004年 | 世界半马拉松锦标赛 | 印度新德里     | 第3名    | 半马拉松               |
|        | 第28届奥运会       | 希腊雅典       | 第20名   | 马拉松，2小时37分31秒  |
|        | 芝加哥马拉松大奖赛 | 美国芝加哥     | 第1名    | 马拉松，2小时21分30秒  |
| 2005年 | 世锦赛             | 芬兰赫尔辛基   | 第3名    | 马拉松                 |
|        | 世界半马拉松锦标赛 | 加拿大埃德蒙顿 | 第1名    | 半马拉松               |
| 2006年 | 欧洲田径锦标赛     | 瑞典哥德堡     | 第11名   | 10，000米，31分49.47秒 |
|        | 世界公路锦标赛     | 匈牙利德布勒森 | 第2名    | 20公里                 |
| 2007年 | 伦敦马拉松大奖赛   | 英国伦敦       | 第3名    | 马拉松，2小时23分55秒  |
| 2008年 | 第29届奥运会       | 中国北京       | 第1名    | 马拉松，2小时26分44秒  |

## 外部連結
- 康斯坦丁娜·托梅斯库·迪塔在的頁面
- 第29届奥林匹克运动会组织委员会网站：运动员信息
- 女子马拉松：罗马尼亚选手迪塔夺冠